# Grace McKenzie
Grace McKenzie (Garston, Merseyside, 8 de juliol de 1903 - Liverpool, Merseyside, agost de 1988) va ser una nedadora anglesa que va prendre part en els Jocs Olímpics de 1920, d'Anvers, i de 1924, a París.
El 1920 disputà les tres proves del programa de natació: en els 100 metres lliures i 300 metres lliures fou eliminada en sèries, mentre en el relleu 4 x 100 metres lliures guanyà la medalla de plata formant equip amb Constance Jeans, Hilda James i Charlotte Radcliffe.
Quatre anys més tard, a París, repetí la medalla de plata en la mateixa prova, el relleu 4 x 100 metres lliures, aquesta vegada formant equip amb Florence Barker, Constance Jeans i Iris Tanner.